# Новіники
Новіники (пол. Nowiniki) — село в Польщі, у гміні Пунськ Сейненського повіту Підляського воєводства.
Населення — 74 особи (2011).
У 1975-1998 роках село належало до Сувальського воєводства.

## Демографія
Демографічна структура станом на 31 березня 2011 року:
|          | Загалом | Допрацездатний вік | Працездатний вік | Постпрацездатний вік |
| -------- | ------- | ------------------ | ---------------- | -------------------- |
| Чоловіки | 36      | 6                  | 23               | 7                    |
| Жінки    | 38      | 6                  | 23               | 9                    |
| Разом    | 74      | 12                 | 46               | 16                   |